# Megacriodes albinicans
Megacriodes albinicans är en skalbaggsart som beskrevs av Devecis 1990. Megacriodes albinicans ingår i släktet Megacriodes och familjen långhorningar. Inga underarter finns listade i Catalogue of Life.